# Clay Shirky
Clay Shirky (Columbia, 1964) é um escritor e professor universitário estadunidense. Seus cursos e palestras discorrem sobre a topologia das redes (sociais e de computadores), e como essas redes moldam a nossa cultura e vice-versa.
Desde 1996 tem escrito abundantemente sobre a Internet e entrevistado sob as suas opiniões, bem como participado como colunista no New York Times, Wall Street Journal, Harvard Business Review e Wired; bem como no programa HardTalk da BBC News.
Shirky divide seu tempo entre consultoria, aulas e palestras e escrita sobre os efeitos sociais e econômicos das tecnologias de Internet, como a ascensão de tecnologias descentralizadas de Internet, como as redes P2P (peer-to-peer), serviços web e redes sem fio que servem como alternativas às tradicionais redes cliente-servidor que caracterizavam a estrutura típica da Word Wide Web (www). Ele é um membro do Conselho Consultivo da Fundação Wikimedia.No livro A Cauda Longa (The Long Tail, no original em inglês), Chris Anderson cita Shirky como "um proeminente estudioso dos efeitos sociais e econômicos da Internet".

## Obras

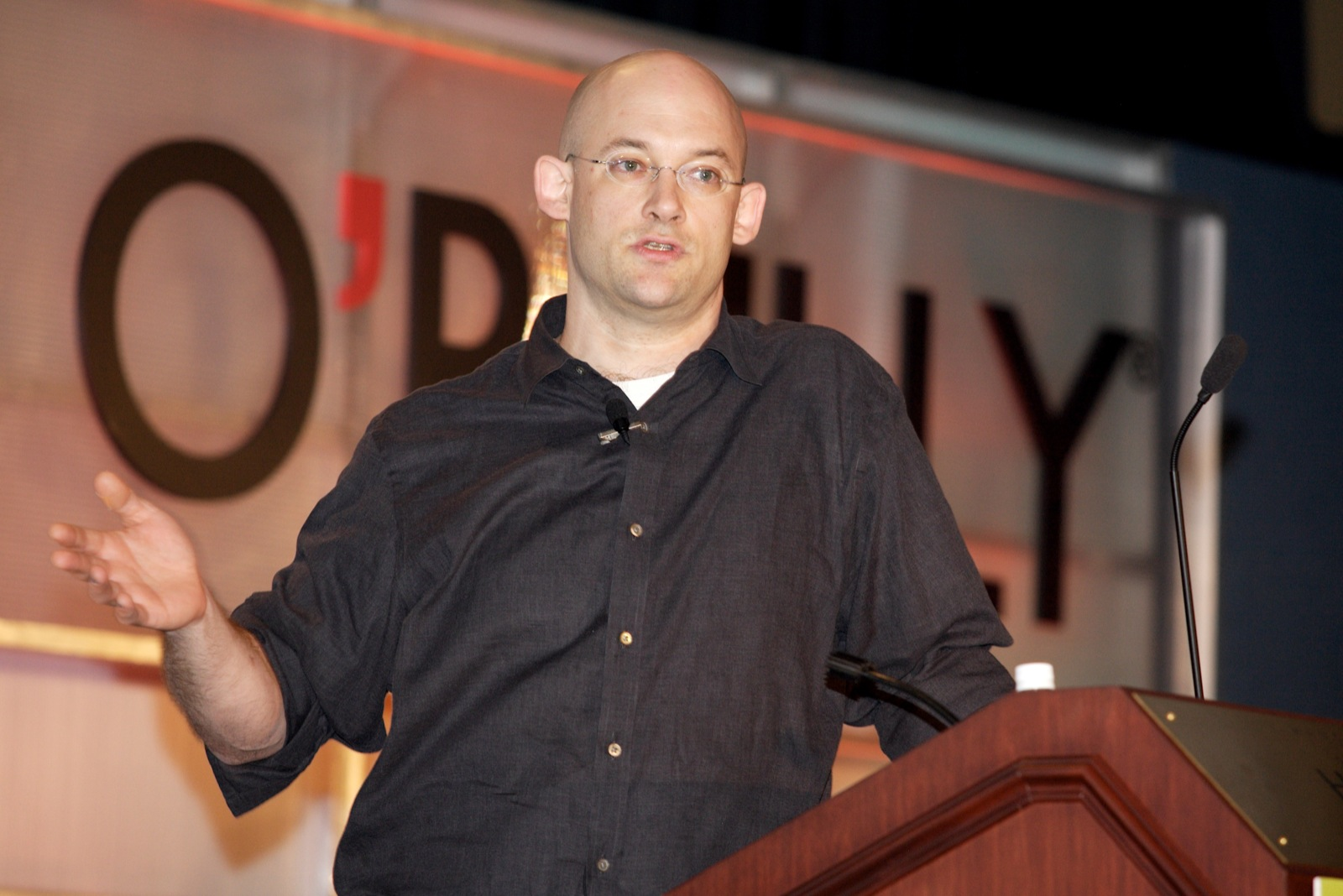
Clay Shirky (2006)

Em sua obra Lá vem todo mundo: O Poder de Organizar sem Organizações (Here Comes Everybody: The Power of Organizing Without Organizations, no original em inglês), ele analisa o fenômeno do avanço da participação do usuário da Internet em projetos como a Wikipédia.
Em sua obra subsequente, Cognitive Surplus: Creativity and Generosity in a Connected Age, Shirky trata do fenômeno do excedente de cognição, isto é, da atenção disponibilizada pelos usuários que são motivados a produzir e organizar conteúdo na web, prestando, assim, um serviço social e, por vezes, cívico.
Em julho de 2005, Shirky deu uma palestra site TED.com intitulada "Institutions vs collaboration", na qual compara os custos de coordenação entre grupos de pessoas nas instituições tradicionais e naquelas formadas espontaneamente na web.